# Григорьев, Михаил Григорьевич (медик)
Григорьев Михаил Григорьевич (6 сентября 1916, Хирле-Сиры, Ядринский уезд, Казанская губерния — 6 апреля 2007, Нижний Новгород) — советский учёный-медик, организатор медицины. Заслуженный деятель науки РСФСР. Директор Горьковского научно-исследовательского института травматологии и ортопедии.

## Биография
Родился в чувашской семье.
Член КПСС с 1939 года.
Все годы обучения в медицинском институте М. Григорьев был Сталинским стипендиатом. В 1941 году окончил Горьковский медицинский институт с отличием.
Умер и похоронен в городе Нижний Новгород, кладбище «Марьина Роща».

## Звания и награды
- Заслуженный деятель науки РСФСР (1977)
- орден Ленина,
- орден Трудового Красного Знамени,
- орден Отечественной войны 1-й степ. (1985),
- орден Отечественной войны 2-й степ. (1945),
- орден Красной Звезды (дважды в 1942 и 1943),
- медали.
- Почетная грамота Президиума Верховного Совета Чувашской АССР (1976)